# Richard M. Linnehan
Richard Michael Linnehan (* 19. September 1957 in Lowell, Massachusetts) ist ein US-amerikanischer Astronaut. 
Linnehan erhielt 1980 einen Bachelor in Tierbiologie und in Mikrobiologie von der University of New Hampshire. 1985 promovierte er in Veterinärmedizin an der Ohio State University. Anschließend arbeitete er als Tierarzt unter anderem für den Maryland-Zoo in Baltimore und die Johns Hopkins University. 1989 kam Linnehan zur US Navy und arbeitete beim Meeressäugerprogramm der US-Marine in San Diego in Kalifornien.

## Astronautentätigkeit
Linnehan wurde im März 1992 von der NASA als Astronautenkandidat ausgewählt und anschließend im Johnson Space Center ein Jahr lang zum Missionsspezialisten für Shuttle-Flüge ausgebildet. Er arbeitete anschließend in der Softwareabteilung im Shuttle Avionics Integration Laboratory (SAIL) und in der Entwicklungsabteilung für Nutzlast und zukünftige Shuttle-Missionen.

### STS-78
Bei seinem ersten Einsatz als Missionsspezialist flog Linnehan am 20. Juni 1996 mit der Raumfähre Columbia (STS-78) zu dem bis dahin längsten Flug eines Space Shuttles (16d 21h 48min). Aufgabe waren Schwerelosigkeitsexperimente im Life and Microgravity Spacelab (LMS), die als Grundlage für zukünftige Experimente auf der Internationalen Raumstation (ISS) benötigt wurden.

### STS-90
Zwei Jahre später, im April 1998, nahm er an Bord der Raumfähre Columbia an seiner nächsten Spacelab-Mission STS-90 teil. Die 16-tägige Neurolab-Mission diente vor allem der Erforschung der Auswirkungen der Schwerelosigkeit auf Gehirn und Nervensystem.

### STS-109
Am 1. März 2002 startete Linnehan erneut mit der Raumfähre Columbia zur vierten Wartungsmission des Hubble-Weltraumteleskops. Dabei wurde Hubble mit einer neuen Energiesteuerungseinheit, verbesserten Solarzellenflächen, der neuen Kamera Advanced Camera for Surveys (ACS) und einer Kühlungseinrichtung für die Near Infrared Camara und das Multi-Object Spectrometer (NICMOS) ausgestattet. Dabei unternahm Linnehan mit seinem Kollegen John M. Grunsfeld drei der insgesamt fünf Weltraumausstiege und verbrachte zusammen über 21 Stunden außerhalb des Space Shuttles.

### STS-123
Linnehan gehörte zur Besatzung von STS-123. Die Raumfähre Endeavour brachte im März 2008 das Logistikmodul ELM-PS, das Teil des japanischen Kibō-Moduls ist, sowie die kanadische Roboterhand Dextre zur Internationalen Raumstation.